# 平遺跡
平遺跡（たいらいせき）は、新潟県新潟市秋葉区小口ほかに位置する縄文時代の集落遺跡である。新潟市の遺跡番号はNo.128。

## 概要
能代川左岸に面する新津丘陵の東側縁辺部で、最も張り出した台地端部に立地する。遺跡範囲は南北70メートル・東西60メートル・標高15～21メートルを測り、西から東に向かって傾斜している。1981年（昭和56年）に個人住宅の建築工事に伴って、当時の新津市教育委員会が発掘調査した。その結果、今から約5000年前の縄文時代中期初頭から前葉と、約4000年前の縄文時代後期初頭から中葉の2時期にわたる集落と判明した。

## 発掘された主な遺構・遺物

### 遺構
- 竪穴建物2棟:中期前葉と後期前葉の建物跡で、2棟とも台地縁部の斜面に建築されていた。後期前葉の1棟（1号建物）は斜面を段上に造成した平坦面に建てられており、ほぼ完全な状態で発掘された。床の一部を窪めた地床炉が2つ設けられていた[3]。
- 貯蔵穴と見られる土坑

### 遺物

#### 土製品
- 縄文土器（21,000点）
- 土錘
- 土版
- 土偶

#### 石器
- 石鏃
- 石匙
- 石錘
- 磨製石斧
- 打製石斧
- 凹石
- 磨石
- 石皿

#### その他
- 新津丘陵産の、黒曜石に酷似した黒色石英の原石[3]。